# Chalford
Chalford ist eine kleine Ortschaft in England in der sogenannten Cotswolds-Region und liegt im Frome Valley in der Grafschaft Gloucestershire. Sie liegt etwa 4 km östlich von Stroud. An diesem Punkt wird das Tal auch Golden Valley genannt.

## Lage & Fläche
Der Landkreis (in diesem Fall Parish genannt) umfasst in der Cotswolds Region eine Fläche von ungefähr 5,2 km ².

## Geschichte
Die Überreste und verschiedene historische Stätten von Hügelgräbern, weisen darauf hin, dass die Hochebenen von Chalford Hill, France Lynch und Bussage, eine Gegend war, die schon seit über 5000 Jahren ständig besiedelt war. Feuersteine aus der Steinzeit wurden ebenso ausgegraben, wie auch Überreste einer Römischen Villa.
Oft deuten die Bezeichnungen von Plätzen oder Gegenden auf sächsischen oder dänischen Ursprung hin.
Der Name Chalford ist wohl eine Fusion zweier Sprachen und leitet sich wahrscheinlich von den sächsischen Wörtern cealj oder Chalk sowie dem normannischen Wort Ford ab. Diese Wörter haben insofern die gleiche Bedeutung. Chalford Hill ist eine rezente Bezeichnung für die westliche Seite des Hügels, die ursprüngliche lautete jedoch Chalford Lynch.
Lynch vom angelsächsischen hline weist auf eine kultivierte Terrassenlandschaft hin – auf Anspielung der geordneten Hügellandschaft.

## Persönlichkeiten in Chalford
James Bradley (1693–1762), der bekannte Astronom und der dritte Astronomer Royal wohnte und starb in Chalford. Ebenso der im 19. Jahrhundert tätige Bildhauer John Thomas (1813–1862). Der Olympionike Colin Lewis (1882–1962) wurde in Chalford geboren.
Der britische Künstler Damien Hirst (* 1965) lebt zeitweilig in Chalford und besitzt dort ein Kunstatelier.